# Wildlife Generation Pro Cycling
Wildlife Generation Pro Cycling (código UCI: WGC) es un equipo ciclista estadounidense.
El equipo fue creado en 1999 y, desde el año 2000, contó con el patrocinio de Jelly Belly Candy Company, una empresa productora de caramelos y golosinas, hasta 2018, con lo cual fue el patrocinador de equipos ciclistas más antiguo de Estados Unidos. Tras la marcha de Jelly Belly como patrocinador principal, Danny Van Haute, gerente del equipo, anunció en diciembre de 2018 que el equipo había encontrado en Wildlife Generation patrocinador para 2019. Este dejó el equipo en 2022 y puso en peligro su continuidad.

## Material ciclista
El equipo utiliza bicicletas Focus.

## Sede
La sede se encuentra en San Marcos, California. 

## Clasificaciones UCI
A partir de 2005 la UCI instauró los Circuitos Continentales UCI, donde el equipo está desde que se creó dicha categoría, registrado dentro del UCI America Tour. Ha estado en las clasificaciones del UCI America Tour Ranking ,UCI Oceania Tour Ranking y el UCI Asia Tour Ranking. Las clasificaciones del equipo y de su ciclista más destacado son las siguientes:

### UCI America Tour
| Temporada | Clasificación por equipos | Mejor corredor  | Posición |
| 2005      | 4.º                       | Danny Pate      | 27.º     |
| 2006      | 11.º                      | Caleb Manion    | 82.º     |
| 2007      | 27.º                      | Alex Candelario | 153.º    |
| 2008      | 21.º                      | Charles Huff    | 43.º     |
| 2010      | 14.º                      | Will Routley    | 46.º     |
| 2011      | 22.º                      | Ken Hanson      | 48.º     |
| 2012      | 26.º                      | Charles Huff    | 75.º     |
| 2013      | 8.º                       | Fred Rodríguez  | 18.º     |
| 2014      | 9.º                       | Serghei Țvetcov | 6.º      |
| 2015      | 15.º                      | Gavin Mannion   | 34.º     |
| 2016      | 4.º                       | Lachlan Morton  | 6.º      |
| 2017      | 4.º                       | Serghei Țvetcov | 1.º      |
| 2018      | 4.º                       | JacK Burke      | 40.º     |
| 2019      | 26.º                      | Stephen Bassett | 63.º     |

### UCI Asia Tour
| Temporada | Clasificación por equipos | Mejor corredor     | Posición |
| 2011      | 27.º                      | Charles Huff       | 77.º     |
| 2012      | 37.º                      | Charles Huff       | 111.º    |
| 2014      | 65.º                      | Luis Enrique Lemus | 183.º    |
| 2016      | 86.º                      | Lachlan Morton     | 413.º    |
| 2017      | 45.º                      | Jacob Rathe        | 170.º    |
| 2018      | 55.º                      | Taylor Shelden     | 219.º    |

### UCI Europe Tour
| Temporada | Clasificación por equipos | Mejor corredor   | Posición |
| 2013-2014 | 114.º                     | Nic Hamilton     | 576.º    |
| 2018      | 141.º                     | Matteo Jorgenson | 1878.º   |

### UCI Oceania Tour
| Temporada | Clasificación por equipos | Mejor corredor    | Posición |
| 2006      | 26.º                      | Alex Candelario   | 82.º     |
| 2009      | 15.º                      | Will Routley      | 33.º     |
| 2010      | 14.º                      | Bernard van Ulden | 19.º     |
| 2011      | 8.º                       | William Dickenson | 12.º     |
| 2015      | 14.º                      | Lachlan Morton    | 46.º     |
| 2018      | 14.º                      | Lionel Mawditt    | 61.º     |

## Palmarés
Para años anteriores, véase Palmarés del Wildlife Generation Pro Cycling

### Palmarés 2022

#### Circuitos Continentales UCI
| Fechas       | Circuito              | Carreras                              | Ganador         |
| 19 de mayo   | UCI America Tour 2022 | 1.ª etapa de la Joe Martin Stage Race | Jonathan Clarke |
| 20 de mayo   | UCI America Tour 2022 | 2.ª etapa de la Joe Martin Stage Race | Noah Granigan   |
| 22 de mayo   | UCI America Tour 2022 | Joe Martin Stage Race                 | Jonathan Clarke |
| 5 de agosto  | UCI Europe Tour 2022  | 1.ª etapa de la Vuelta a Portugal     | Scott McGill    |
| 11 de agosto | UCI Europe Tour 2022  | 6.ª etapa de la Vuelta a Portugal     | Scott McGill    |

#### Campeonatos nacionales
| Fechas      | Carreras                                 | Ganador         |
| 24 de junio | Campeonato de Rumania Contrarreloj (CRI) | Serghei Țvetcov |
| 24 de junio | Campeonato de Turquía Contrarreloj (CRI) | Ahmet Örken     |

## Plantilla
Para años anteriores, véase Plantillas del Wildlife Generation Pro Cycling

### Plantilla 2022
| Nombre          | Nacimiento | Nacionalidad   | Equipo 2021                     |
| Ulises Castillo | 05/03/1992 | México         | Wildlife Generation Pro Cycling |
| Jonathan Clarke | 18/12/1984 | Australia      | Wildlife Generation Pro Cycling |
| Noah Granigan   | 18/01/1996 | Estados Unidos | Wildlife Generation Pro Cycling |
| Ryan Jastrab    | 17/07/2000 | Estados Unidos | Wildlife Generation Pro Cycling |
| Cormac McGeough | 11/08/1996 | Irlanda        | Wildlife Generation Pro Cycling |
| Scott McGill    | 20/09/1998 | Estados Unidos | Aevolo                          |
| Ahmet Örken     | 12/03/1993 | Turquía        | Team Sapura Cycling             |
| Brendan Rhim    | 19/12/1995 | Estados Unidos | EvoPro Racing                   |
| Kent Ross       | 02/12/1996 | Estados Unidos | Wildlife Generation Pro Cycling |
| Serghei Țvetcov | 29/12/1988 | Rumania        | Wildlife Generation Pro Cycling |